# Thermonotus apicalis
Thermonotus apicalis är en skalbaggsart som först beskrevs av Conrad Ritsema 1881.  Thermonotus apicalis ingår i släktet Thermonotus och familjen långhorningar. Inga underarter finns listade i Catalogue of Life.